# Дейли, Тим
Тимоти (Тим) Дейли (англ. Timothy Daly, род. 1 марта 1956, Нью-Йорк, США) — американский актёр и продюсер, младший брат актрисы Тайн Дейли.

## Биография
Тимоти Дейли родился в Нью-Йорке 1 марта 1956 года. Он дебютировал в кино в возрасте десяти лет в фильме «Враг народа» (1966). Следующую свою роль он исполнил в 1981 году, во время обучения в Беннингтонском колледже (сериал «Блюз Хилл-стрит»). Через год Дейли сыграл в комедии «Забегаловка», которая позже была номинирована на получение кинопремий «Оскар» и «Золотой глобус». Несмотря на подобное многообещающее начало, последующие фильмы и сериалы с участием Дейли, вышедшие на экран в 1980-х годах, особого успеха не имели.
С 1990 по 1997 год Дейли исполнял роль Джо Хакетта в телесериале «Крылья» телеканала NBC.
В 2000-х годах Дейли исполнил роли, в том числе и ведущие, в нескольких сериалах («Частная практика», «Девять», «Глаза») и фильмах («Скептик», «База Клейтон»). Помимо этого он продюсировал фильмы «На краю», «В омут с головой». Тим Дейли поддерживал кандидатуру Джона Керри на президентских выборах 2004 года.
Дейли был женат на актрисе Эми ван Ностранд, у них двое общих детей. Они развелись в 2010 году.

## Фильмография

### Кино
| Год  | Название на русском             | Оригинальное название           | Роль                    | Примечания                            |
| ---- | ------------------------------- | ------------------------------- | ----------------------- | ------------------------------------- |
| 1982 | Забегаловка                     | Diner                           | Уильям «Билли» Ховард   |                                       |
| 1984 | Единственно верный способ       | Just the Way You Are            | Фрэнк Бантем            |                                       |
| 1987 | Сделано в раю                   | Made in Heaven                  | Том Доннелли            |                                       |
| 1988 | Мой сосед Тоторо                | となりのトトロ                  | профессор Кусакабэ      | мультфильм; озвучка английской версии |
| 1988 | Служители дьявола               | Spellbinder                     | Джефф Миллз             |                                       |
| 1990 | Любовь или деньги               | Love or Money                   | Крис Мердок             |                                       |
| 1992 | Год кометы                      | Year of the Comet               | Оливер Плексико         |                                       |
| 1994 | Кэролайн, свидание в полночь    | Caroline at Midnight            | Рэй                     |                                       |
| 1995 | Звонок Дениз                    | Denise Calls Up                 | Фрэнк                   |                                       |
| 1995 | Доктор Джекилл и мисс Хайд      | Dr. Jekyll and Ms. Hyde         | доктор Ричард Джекс     |                                       |
| 1996 | Компаньон                       | The Associate                   | Фрэнк Питерсон          |                                       |
| 1998 | Объект моего восхищения         | The Object of My Affection      | доктор Роберт Джоли     |                                       |
| 1999 | Семь подружек                   | Seven Girlfriends               | Джесси                  |                                       |
| 2003 | База «Клейтон»                  | Basic                           | полковник Уильям Стайлз |                                       |
| 2004 | Наперекор судьбе                | Against the Ropes               | Гэвин Риз               |                                       |
| 2004 | Вернуть отправителю             | Return to Sender                | Мартин Норт             |                                       |
| 2004 | В омут с головой                | Bereft                          | Хэппи                   |                                       |
| 2006 | Мистер Гибб                     | Mr. Gibb                        | Роланд Гибб             |                                       |
| 2006 | Супермен: Брейниак атакует      | Superman: Brainiac Attacks      | Кларк Кент / Супермен   | мультфильм; озвучка                   |
| 2009 | Скептик                         | The Skeptic                     | Брайан Бекет            |                                       |
| 2009 | Супермен/Бэтмен: Враги общества | Superman/Batman: Public Enemies | Кларк Кент / Супермен   | мультфильм; озвучка                   |
| 2010 | Супермен/Бэтмен: Апокалипсис    | Superman/Batman: Apocalypse     | Кларк Кент / Супермен   | мультфильм; озвучка                   |
| 2010 | —                               | Dilf                            | Джейк Холт              | короткометражный фильм                |
| 2012 | Лига справедливости: Гибель     | Justice League: Doom            | Кларк Кент / Супермен   | мультфильм; озвучка                   |
| 2012 | —                               | Other O.S.                      | Аарон Карсон            | короткометражный фильм                |
| 2013 | Пробуждение                     | Waking                          | Джонатан                |                                       |
| 2013 | —                               | The Best of Superman            | Кларк Кент / Супермен   | мультфильм; озвучка                   |
| 2014 | Совсем низко                    | Low Down                        | Далтон                  |                                       |
| 2015 | После урагана                   | A Rising Tide                   | Том Блейк               |                                       |
| 2016 | Под водой                       | Submerged                       | Хэнк                    |                                       |
| 2018 | После тьмы                      | After Darkness                  | Рэймонд Бити            |                                       |
| 2019 | Прежде, чем ты узнаешь          | Before You Know It              | Ронни                   |                                       |
| 2023 | Крупный улов                    | Finestkind                      | Деннис Сайкс            |                                       |

### Телевидение
| Год       | Название на русском                 | Оригинальное название               | Роль                             | Примечания                                 |
| --------- | ----------------------------------- | ----------------------------------- | -------------------------------- | ------------------------------------------ |
| 1966      | Враг народа                         | An Enemy of the People              | Мортен Стокманн                  | телефильм                                  |
| 1981      | Блюз Хилл-стрит                     | Hill Street Blues                   | Дэнн                             | эпизод: Gatorbait                          |
| 1983      | —                                   | Ryan’s Four                         | доктор Эдвард Джиллиан           | телесериал; основная роль                  |
| 1984      | —                                   | I Married a Centerfold              | Кевин Коатс                      | телефильм                                  |
| 1985      | Зеркала                             | Mirrors                             | Крис Филипс                      | телефильм                                  |
| 1986      | Американский театр                  | American Playhouse                  | Ричард                           | эпизод: The Rise and Rise of Daniel Rocket |
| 1986      | Альфред Хичкок представляет         | Alfred Hitchcock Presents           | Скотт                            | эпизод: Enough Rope for Two                |
| 1987      | Я покорю Манхэттен                  | I’ll Take Manhattan                 | Тоби Эмбервилл                   | мини-сериал; основная роль                 |
| 1988—1989 | —                                   | Almost Grown                        | Норман Фоли                      | телесериал; основная роль                  |
| 1989      | Красная земля, белая земля          | Red Earth, White Earth              | Гай Перссон                      | телефильм                                  |
| 1989      | Звонящий в полночь                  | Midnight Caller                     | Эллиот Чейз                      | эпизод: Watching Me, Watching You          |
| 1990—1997 | Крылья                              | Wings                               | Джо Монтгомери Хакетт            | телесериал; основная роль                  |
| 1993      | Куин                                | Queen                               | полковник Джеймс Джексон-младший | мини-сериал; основная роль                 |
| 1993      | Сектанты                            | In the Line of Duty: Ambush in Waco | Дэвид Кореш                      | телефильм                                  |
| 1994      | Ловушка для ангелов                 | Dangerous Heart                     | ангел                            | телефильм                                  |
| 1994      | Свидетели казни                     | Witness to the Execution            | Деннис Кастерлайн                | телефильм                                  |
| 1995      | Шоу Джона Ларрокетта                | The John Larroquette Show           | Тор Меррик                       | эпизод: Bad Pennies                        |
| 1996      | Супермен: Последний сын Криптона    | Superman: The Last Son of Krypton   | Кларк Кент / Супермен            | телевизионный мультфильм                   |
| 1996—2000 | Супермен                            | Superman: The Animated Series       | Кларк Кент / Супермен            | мультсериал; основная роль; озвучка        |
| 1997      | Бэтмен и Супермен                   | The Batman/Superman Movie           | Кларк Кент / Супермен            | телевизионный мультфильм                   |
| 1998      | С Земли на Луну                     | From the Earth to the Moon          | Джим Ловелл                      | мини-сериал; 4 эпизода                     |
| 1998      | Вторжение в Америку                 | Invasion America                    | дополнительные голоса            | мультсериал; 13 эпизодов; озвучка          |
| 1999      | Буря столетия                       | Storm of the Century                | Майк Андерсон                    | мини-сериал; основная роль                 |
| 1999      | Наказание правосудия                | Execution of Justice                | Дэн Уайт                         | телефильм                                  |
| 2000      | Дело чести                          | A House Divided                     | Чарльз Дюбоз                     | телефильм                                  |
| 2000—2001 | Беглец: Погоня продолжается         | The Fugitive                        | доктор Ричард Кимбл              | телесериал; основная роль                  |
| 2002      | Детектив Монк                       | Monk                                | в роли самого себя               | эпизод: Mr. Monk and the Airplane          |
| 2002      | Аутсайдер                           | The Outsider                        | Джонни Голт                      | телефильм                                  |
| 2003      | Справедливая Эми                    | Judging Amy                         | Монти Фишер                      | эпизод: Shock and Awe                      |
| 2003      | Дикие деньки                        | Wilder Days                         | Джон Морс                        | телефильм                                  |
| 2003      | На краю                             | Edge of America                     | Лерой Маккинни                   | телефильм                                  |
| 2004—2007 | Клан Сопрано                        | The Sopranos                        | Джей Ти Нолан                    | телесериал; 4 эпизода                      |
| 2005—2007 | Взгляды                             | Eyes                                | Харлан Джадд                     | телесериал; основная роль                  |
| 2006      | Женщина-президент                   | Commander in Chief                  | Камерон Манчестер                | эпизод: Happy Birthday, Madam President    |
| 2006—2007 | Девять                              | The Nine                            | Ник Кавано                       | телесериал; основная роль                  |
| 2007      | Закон и порядок: Специальный корпус | Law & Order: Special Victims Unit   | преподобный Джеб Кертис          | эпизод: Sin                                |
| 2007      | Анатомия страсти                    | Grey’s Anatomy                      | доктор Пит Уайлдер               | телесериал; 2 эпизода                      |
| 2007—2012 | Частная практика                    | Private Practice                    | доктор Пит Уайлдер               | телесериал; основная роль                  |
| 2013      | Гавайи 5.0                          | Hawaii Five-0                       | Рэй Харпер                       | эпизод: A’ale Ma’a Wau                     |
| 2014      | Проект Минди                        | The Mindy Project                   | Чарли Лэнг                       | телесериал; 3 эпизода                      |
| 2014      | Красотки в Кливленде                | Hot in Cleveland                    | Митч                             | телесериал; 5 эпизодов                     |
| 2014—2015 | Ежедневное шоу                      | The Daly Show                       | Тим                              | телесериал; 3 эпизода                      |
| 2014—2019 | Мадам госсекретарь                  | Madam Secretary                     | Генри Маккорд                    | телесериал; основная роль                  |

### Игры
| Год  | Название                      | Роль                  | Примечания |
| ---- | ----------------------------- | --------------------- | ---------- |
| 1999 | Superman 64                   | Кларк Кент / Супермен |            |
| 2002 | Superman: Shadow of Apokolips | Кларк Кент / Супермен |            |

## Награды и номинации
Тим Дейли был лауреатом многих кино- и театральных наград, в том числе Theatre World Award (1987 год; спектакль Coastal Disturbances), награды имени Джорджа Фостера Пибоди (2005 год; фильм «На краю»), кинофестиваля в Вейле, Колорадо (2008 год; ежегодная премия). Он также номинировался на Премию Гильдии киноактёров США в 2001 году в категории лучшая мужская роль в драматическом сериале («Беглец: Погоня продолжается»), и на премию «Эмми» в 2007 году (за роль в телесериале «Клан Сопрано»).